# DethKarz
DethKarz ist ein futuristisches Rennspiel für PC, das 1998 in Deutschland von Infogrames vertrieben wurde. Entwickelt wurde es vom australischen Studio Beam Software. Originaler Vertriebspartner war Melbourne House.

## Spielinhalt
Ziel des Spiels ist es, sich auf kniffligen Rennstrecken in vier unterschiedlichen Umgebungen (Stadt, Karibik, Antarktis, Mars) den ersten Platz gegen 19 konkurrierende Fahrer zu erkämpfen. Dabei kann der Spieler seine Konkurrenten auch mit Waffengewalt bekämpfen. Die Strecken weisen häufig frei schwebende Fahrbahnen ohne Seitenbegrenzung auf und zeichnen sich durch schwierige Kombinationen von Kurven und Steigungen aus. Überfährt der Spieler die Fahrbahnbegrenzung und fällt in die Tiefe, so wird er nach kurzer Zeit wieder auf die Fahrbahn teleportiert. Die aktuelle Geschwindigkeit des Fahrzeugs halbiert sich hierbei. Auf den Strecken ist eine Fülle von Powerups verteilt, die das Fahrverhalten des eigenen Boliden kurzzeitig verbessern, bessere Waffen zur Verfügung stellen oder Schutz vor bestimmten Waffen bieten.
Es stehen vier Fahrzeuge zur Auswahl, die sich im Fahrverhalten stark unterscheiden. Fahrzeuge weisen Beschädigungen auf (grafisch jedoch nur durch Rauch), diese haben jedoch keinen Einfluss auf das Fahrverhalten. Übersteigt das Schadensniveau ein bestimmtes Maß, explodiert das jeweilige Fahrzeug und ist aus dem Rennen. Reparaturen erfolgen im Boxenbereich, bei dem die Reparaturen proportional zu Aufenthaltsdauer fortschreiten, bzw. durch ein hellblaues Powerup.
Kernstück des Spiels ist der Meisterschafts-Modus. Bei diesem muss der Spieler ein Minimum an Qualifikationspunkten erreichen, um am Ende als Sieger dazustehen. Auf diese Weise schaltet der Spieler weitere Strecken und Fahrzeug-Upgrades frei. Neben dem Meisterschaftsmodus kann der Spieler ein Einzelrennen starten oder versuchen, im Zeitfahren neue Rundenrekorde aufzustellen.
Ein Mehrspielermodus über Netzwerk existiert und bietet Platz für 8 Rennteilnehmer.

## Technik
DethKarz wurde sowohl für die DirectX-Schnittstelle als auch für die Glide-Grafikschnittstelle programmiert.

## Kritik
DethKarz konnte bei Kritikern trotz des relativ geringen Spielumfangs dank seiner effektreichen 3D-Grafik und der überzeugenden Fahrphysik punkten und erzielte durchweg gute Wertungen.